# Bo Christensen
Bo Christensen, född Bo Højgaard Christensen född 24 augusti 1937 i Köpenhamn, död 11 april 2020, var en dansk filmproducent.

## Producent (i urval)
- 1976 – Dynamitgubbarna
- 1981 – Jeppe på bjerget
- 1983 – Med Lill-Klas i kappsäcken
- 1988 – Vid vägen
- 1989 – Miraklet i Valby
- 1991 – Europa
- 2002 – Klättertjuven